# Kham

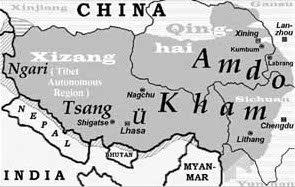
Usytuowanie regionu Kham

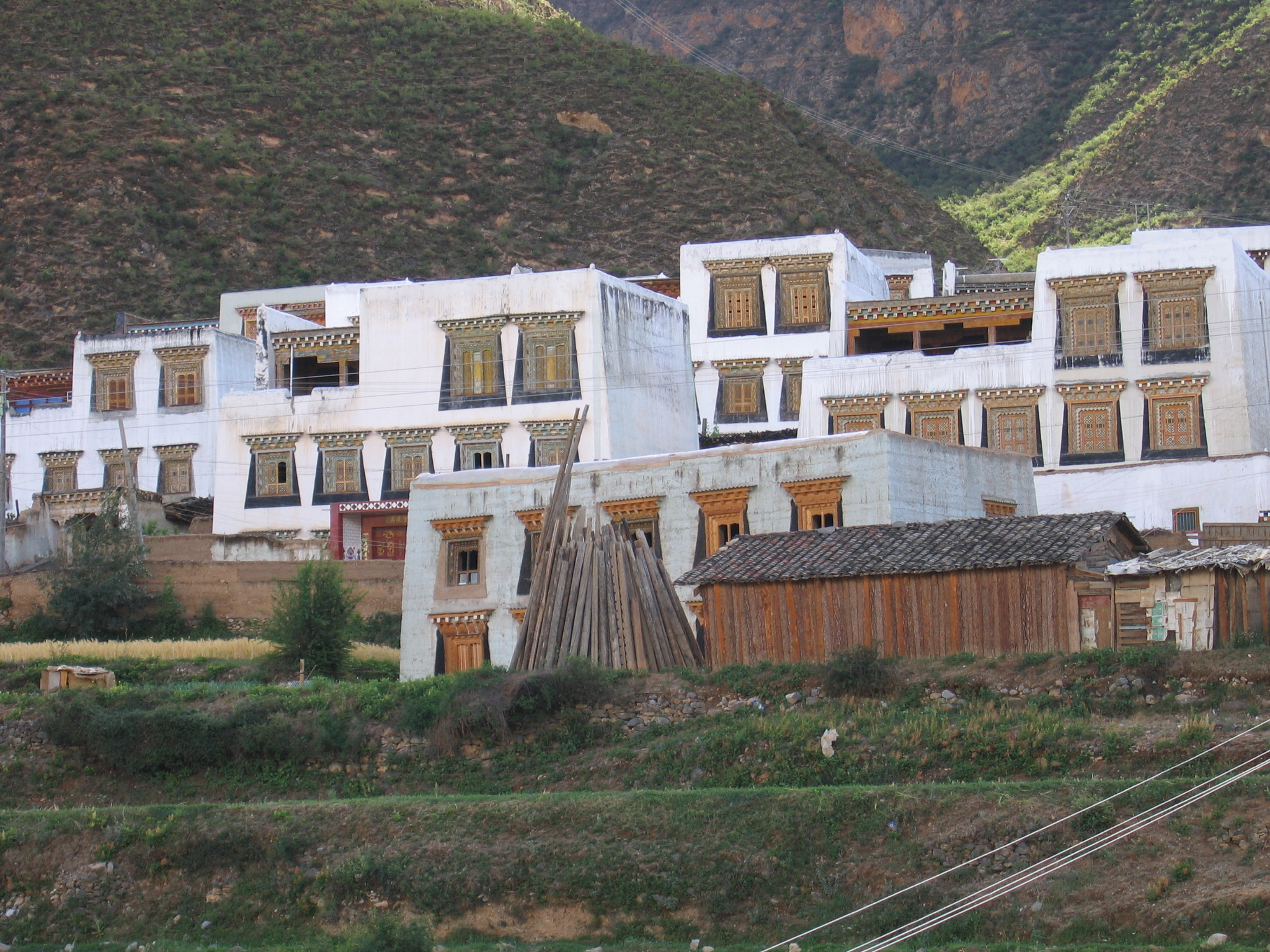
Tradycyjne domy w Xiangcheng

Kham (tyb.: ཁམས, Wylie: khams, ZWPY: Kam; język chiński: 康巴; pinyin: Kāngbā) – historyczny region we wschodnim Tybecie. Obszar ten zamieszkiwany jest przez 14 różnych grup etnicznych, spośród których największą są Khampowie, posługujący się językiem kham, spokrewnionym z tybetańskim.

## Historia
Po rewolucji republikańskiej w Chinach z 1911 roku i zrzuceniu przez XIII Dalajlamę chińskiego zwierzchnictwa, obszar Khamu stał się terenem walk chińsko-tybetańskich. W 1918 roku ustalono linię demarkacyjną, zgodnie z którą Kham znalazł się pod zarządem chińskim. Przebieg granicy był kwestionowany przez Tybetańczyków, którzy w 1930 roku uderzyli na Kham, rozpoczynając trwający dwa lata zbrojny konflikt, zakończony zwycięstwem Chińczyków. Na mocy zawartego w 1932 roku porozumienia pokojowego region został ostatecznie podzielony wzdłuż rzeki Jangcy na część wschodnią (chińską) i zachodnią (tybetańską). W 1939 roku w chińskiej części Khamu utworzona została prowincja Xikang, ze stolicą w Kangdingu.
Po przyłączeniu Tybetu do Chińskiej Republiki Ludowej w latach 50. XX wieku Kham został administracyjnie rozczłonkowany: prowincję Xikang włączono do prowincji Syczuan, w zachodniej części Khamu utworzono natomiast region specjalny Qamdo, który w 1965 roku wszedł w skład Tybetańskiego Regionu Autonomicznego. Władze chińskie natychmiast rozpoczęły rabunkową wycinkę lasów. Wg oficjalnych chińskich danych od roku 1959 do początków lat 80. wycięto 130 tysięcy km² lasów o wartości 54 miliardów dolarów amerykańskich.